# Bielorrússia no Festival Eurovisão da Canção Júnior
Bielorrússia foi um dos países fundadores do Festival de Eurovisión Junior em 2003.
Tem ganhado em duas ocasiões. A primeira foi com Ksenia Sitnik em 2005 em Hasselt, com 149 pontos, após uma renhida votação com Espanha. A segunda ocasião foi com Alexey Zhigalkovich, quem ganhou com 137 pontos em Roterdão.
A única emissora na EBU foi suspensa em 2021.

## História
A Bielorrússia é um dos dezesseis países que fizeram sua estréia no Junior Eurovision Song Contest 2003, que ocorreu em 15 de novembro de 2003 no Fórum em Copenhague, na Dinamarca.
Companhia Bielorrussa de Televisão e Rádio (BRTC) possui um mecanismo final nacional para selecionar seu representante para os concursos. A cantora infantil Volha Satsiuk foi a primeiroa participante a representar a Bielorrússia com a música "Tantsuy", que terminou em quarto lugar em dezesseis participantes, alcançando uma pontuação de cento e três pontos.

## Participação
Legenda
     Vencedor
     2.º lugar
     3.º lugar
     Pontuação Nula ("Null Points")/Último Lugar
     Melhor classificação (fora do top 3)
     Qualificação para a final (fora do top 3)
     País-anfitrião
     Desclassificado
| #               | Ano        | Sede        | Artista               | Canção                 | Tradução                     | Língua             | Lugar | Pts |
| --------------- | ---------- | ----------- | --------------------- | ---------------------- | ---------------------------- | ------------------ | ----- | --- |
| 1º              | 2003 (1º)  | Copenhague  | Volha Satsiuk         | "Tantsui"              | Dança                        | Bielorrusso        | 4º    | 103 |
| 2º              | 2004 (2º)  | Lillehammer | Yahor Vauchok         | "Spjavajce sa mnoj"    | Cante comigo                 | Bielorrusso        | 14º   | 9   |
| 3º              | 2005 (3º)  | Hasselt     | Ksenia Sitnik         | "My vmeste"            | Estamos juntos               | Russo              | 1º    | 149 |
| 4º              | 2006 (4º)  | Bucareste   | Andrey Kunets         | "Novyi den"            | Novo dia                     | Russo              | 2º    | 129 |
| 5º              | 2007 (5º)  | Rótterdão   | Alexey Zhigalkovich   | "S druz'yami"          | Com amigos                   | Russo              | 1º    | 137 |
| 6º              | 2008 (6º)  | Limassol    | Dasha, Alina & Karina | "Sertse belarusi"      | Coração da Bielorrússia      | Bielorrusso, Russo | 6º    | 86  |
| 7º              | 2009 (7º)  | Kiev        | Yuriy Demidovich      | "Volshebniy krolik"    | Coelho mágico                | Russo              | 9º    | 48  |
| 8º              | 2010 (8º)  | Minsk       | Daniil Kozlov         | "Muzyki svet"          | Luz da música                | Russo              | 5º    | 85  |
| 9º              | 2011 (9º)  | Erevan      | Lidiya Zabolotskaya   | "Angely dobra"         | Anjos de boa                 | Russo              | 3º    | 99  |
| 10º             | 2012 (10º) | Amesterdão  | Egor Zheshko          | "A more-more"          | E mar-mar                    | Russo              | 9º    | 56  |
| 11º             | 2013 (11º) | Kiev        | Ilya Volkov           | "Poy so mnoi"          | Canta comigo                 | Russo              | 3º    | 108 |
| 12º             | 2014 (12º) | Marsa       | Nadezhda Misyakova    | "Sokal"                | Falcão                       | Bielorrusso        | 7º    | 71  |
| 13º             | 2015 (13º) | Sófía       | Ruslan Aslanov        | "Volshebstvo"          | A magia                      | Russo, Inglês      | 4º    | 105 |
| 14º             | 2016 (14º) | Valeta      | Alexander Minyonok    | "Music is my only way" | A musica das minhas vitórias | Russo, Inglês      | 7º    | 177 |
| 15º             | 2017 (15º) | Tbilisi     | Helena Meraai         | "I am the one"         | Eu sou o tal                 | Russo              | 5º    | 149 |
| 16º             | 2018 (16º) | Minsk       | Daniel Yastremski     | "Time"                 | Tempo                        | Russo, Inglês      | 11º   | 114 |
| 17º             | 2019 (17º) | Gliwice     | Liza Misnikova        | "Pepelniy"             | Ash                          | Russo              | 11º   | 92  |
| Expulsos da EBU |            |             |                       |                        |                              |                    |       |     |

## Votações

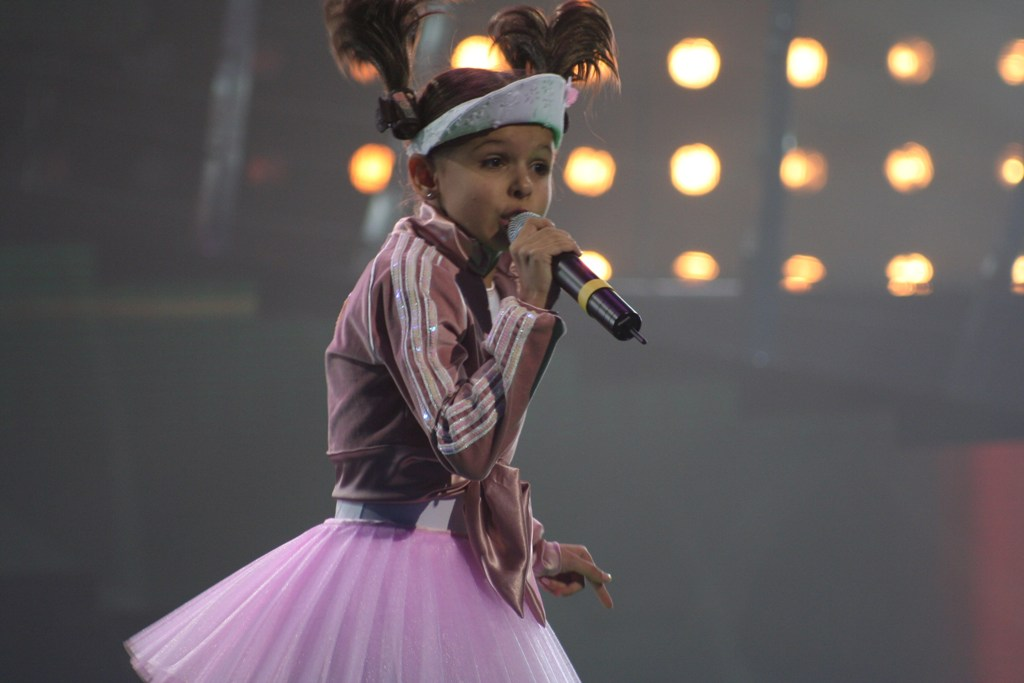
Ksenia Sitnik em Hasselt onde ganhou com My Vmeste in 2005

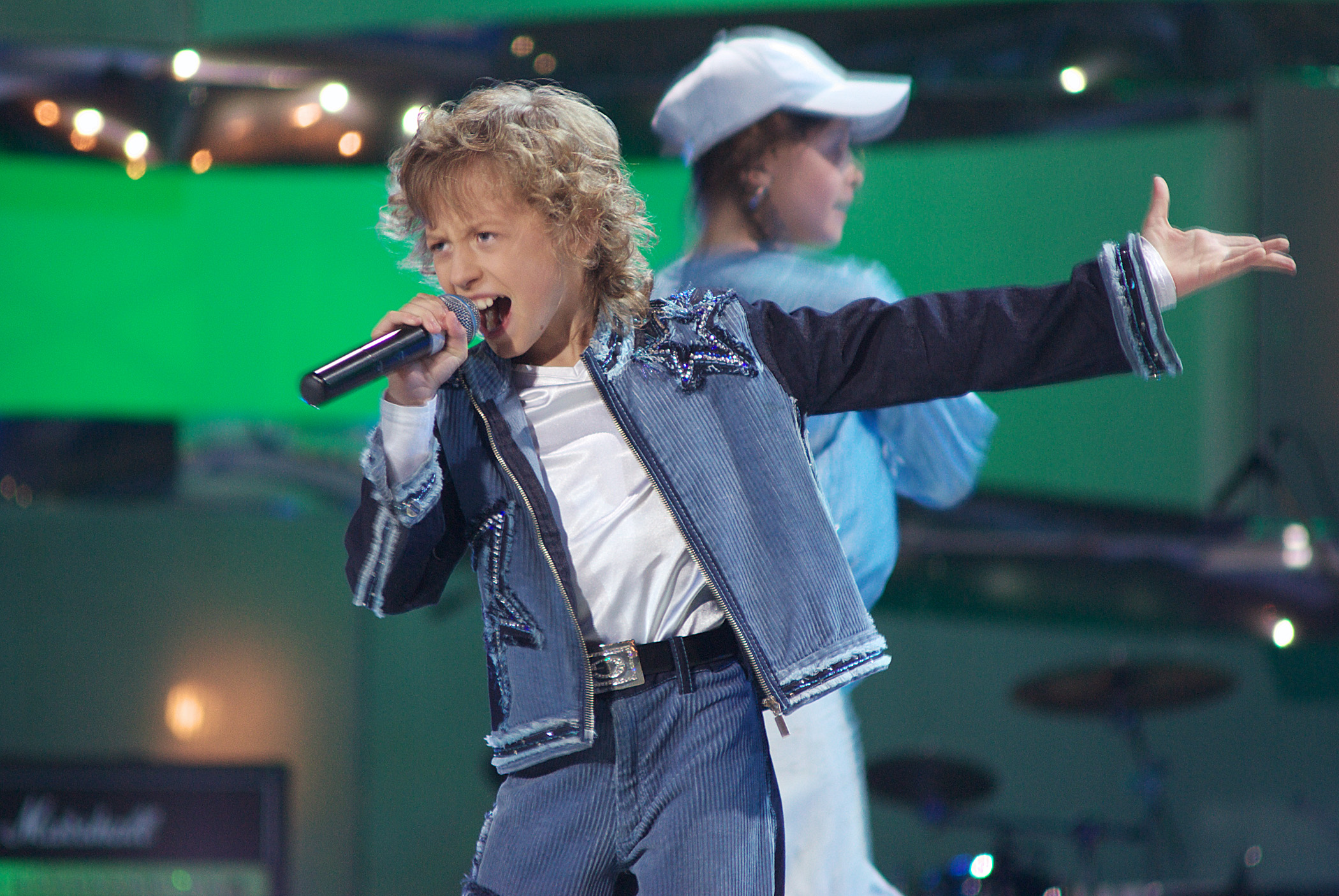
Andrej Kuniec em Bucarest (2006)

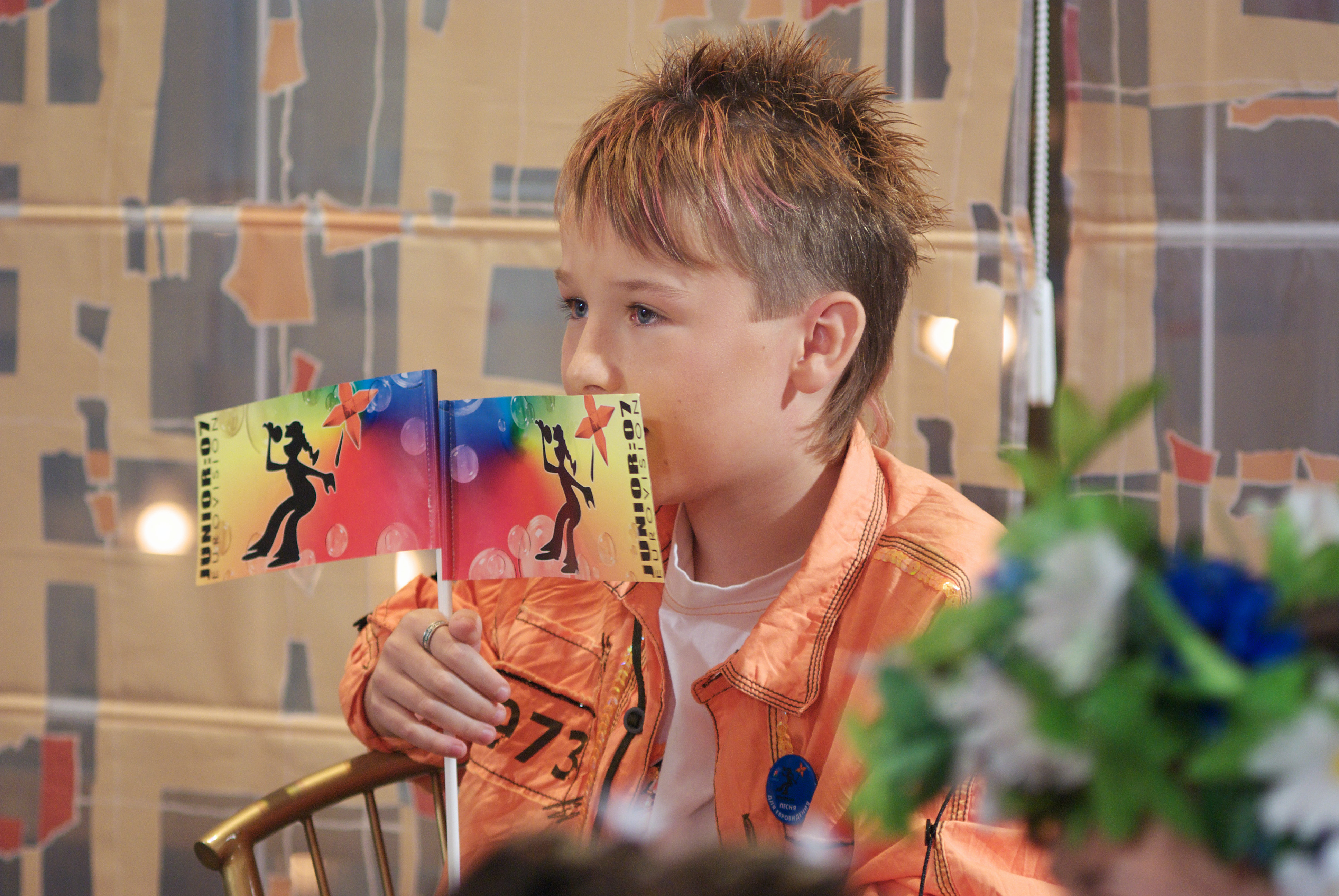
Alixeiej Zhygalkovicz em Rotterdam onde ganhou com "S druz'yami"(2007)

Bielorrússia tem dado mais pontos a...
| N.º | País               | Pts |
| --- | ------------------ | --- |
| 1   | Rússia             | 114 |
| 2   | Ucrânia            | 76  |
| 3   | Arménia            | 67  |
| 4   | Geórgia            | 56  |
| 5   | Malta              | 50  |
| 6   | Países Baixos      | 41  |
| 7   | Suécia             | 35  |
| 8   | Espanha            | 30  |
| 9   | Macedónia do Norte | 29  |
| 10  | Bélgica            | 28  |

Bielorrússia tem recebido mais pontos de...
| N.º | País               | Pts |
| --- | ------------------ | --- |
| 1   | Rússia             | 106 |
| 2   | Ucrânia            | 81  |
| 3   | Malta              | 72  |
| 4   | Macedónia do Norte | 62  |
| 5   | Geórgia            | 58  |
| 6   | Países Baixos      | 55  |
| 7   | Arménia            | 53  |
| 8   | Suécia             | 45  |
| 9   | Roménia            | 43  |
| 10  | Letónia            | 42  |

## 12 pontos
| Ano  | País e Bandeira |
| ---- | --------------- |
| 2003 | Reino Unido     |
| 2004 | Roménia         |
| 2005 | Rússia          |
| 2006 | Rússia          |
| 2007 | Rússia          |
| 2008 | Rússia          |
| 2009 | Rússia          |
| 2010 | Rússia          |
| 2011 | Geórgia         |
| 2012 | Ucrânia         |
| 2013 | Ucrânia         |
| 2014 | Arménia         |
| 2015 | Arménia         |
| 2016 | Geórgia         |
| 2017 | Geórgia         |
| 2018 | Austrália       |
| 2019 | Cazaquistão     |